# Megatron (песня Ники Минаж)
«Megatron» — песня американской хип-хоп-исполнительницы Ники Минаж. Песня была издана 21 июня 2019 года. Это первый релиз Минаж после некоторого перерыва, последовавшего с окончанием европейского концертного тура The Nicki Wrld Tour.
Название песни отсылает к одноимённому персонажу медиафраншизы «Трансформеры».

## История
«Megatron» это первый сольный сингл Минаж в 2019 году. Ранее она участвовала в записях синглов других исполнителей, например, «Dumb Blonde» (Avril Lavigne), «Wobble Up» (Chris Brown c G-Eazy) и «BAPS» (Trina).
Песня включает сэмплы из Heads High от ямайского музыканта Mr. Vegas.
Впервые тизер этой песни Минаж разместила 12 июня 2019 года, когда она опубликовала слово «MEGATRON» в своих аккаунтах в социальных сетях. Спустя день Минаж загрузила серию картинок из набора музыкального видео, объявив дату выпуска песни и эпизод своего собственного шоу Beats 1 (Queen Radio). Тизер к музыкальному видео был опубликован 19 июня. Американская модель Blac Chyna (Angela Renée White) продемонстрировала поддержку визуальных эффектов песни, позируя на фотографиях с фоном, похожим на тизеры Минаж. За день до выхода записи певица опубликовала скандальное видео со своим парнем Кеннетом Петти.

## Отзывы
Журнал Forbes написал, что «Megatron» «прекрасно создан, чтобы стать массовым хитом этим летом, и это именно то, что Минаж могла бы использовать прямо сейчас. Лирически, мелодия не слишком далеко отклоняется от того, что мы привыкли слышать от звезды, и на этот раз это на самом деле ритм, который делает долгожданным её возвращение».

## Музыкальное видео
Премьера музыкального видео прошла 21 июня 2019 года, когда клип появился на канале YouTube.

## Чарты
| Чарт (2019)                                | Высшая позиция |
| ------------------------------------------ | -------------- |
| Австралия (ARIA)                           | 89             |
| Канада (Billboard Canadian Hot 100)        | 25             |
| Франция Downloads (SNEP)                   | 30             |
| Греция International Digital (IFPI Greece) | 53             |
| Венгрия (Single Top 40)                    | 9              |
| Ирландия (IRMA)                            | 56             |
| Литва (AGATA)                              | 93             |
| Новая Зеландия (RMNZ)                      | 10             |
| Шотландия (Scottish Singles Chart)         | 23             |
| Великобритания (UK Singles Chart)          | 34             |
| США (Billboard Hot 100)                    | 20             |
| США (Billboard Hot R&B/Hip-Hop Songs)      | 11             |
| США (Billboard Rhythmic)                   | 21             |
| США Rolling Stone Top 100                  | 14             |

## Сертификация
| Регион                                                                      | Сертификация | Продажи   |
| --------------------------------------------------------------------------- | ------------ | --------- |
| Австралия (ARIA)                                                            | Золотой      | 35 000    |
| Бразилия (ABPD)                                                             | Платиновый   | 40 000    |
| Канада (Music Canada)                                                       | Золотой      | 40 000    |
| США (RIAA)                                                                  | Платиновый   | 1 000 000 |
| Данные о продажах + прослушиваниях приведены только на основе сертификации. |              |           |

## История выхода
| Страна | Дата         | Формат                     | Лейбл                           | Ссылки |
| ------ | ------------ | -------------------------- | ------------------------------- | ------ |
| Мир    | 21 июня 2019 | Цифровые загрузки стриминг | Young Money Cash Money Republic |        |
| США    | 2 июля 2019  | Rhythmic contemporary      | Young Money Cash Money Republic | [ 28 ] |